# رويا رحماني
رويا رحماني (مواليد مايو 1978) هي دبلوماسية أفغانية عملت كأول سفيرة لأفغانستان لدى الولايات المتحدة وسفيرة غير مقيمة في المكسيك والأرجنتين وكولومبيا وجمهورية الدومينيكان منذ ديسمبر 2018. من 2016 إلى 2018، شغلت منصب أول سفيرة لأفغانستان في إندونيسيا، وأول سفيرة على الإطلاق في رابطة دول جنوب شرق آسيا، وسفيرة غير مقيمة في سنغافورة.
عملت سابقًا في وزارة التربية والتعليم الأفغانية كمستشارة للتخطيط والتقييم (2011). انضمت لاحقًا إلى وزارة الخارجية، في البداية كمستشارة أولى لنائب وزير الخارجية (2011)، ثم مديرة عامة لمبادرات التعاون الإقليمي (2012-2016).
قبل دخولها الحكومة، عملت في العديد من المنظمات غير الربحية التي ركزت بشكل أساسي على حقوق المرأة والتعليم. حصلت على درجة البكالوريوس في هندسة البرمجيات من جامعة ماكجيل عام 2003 ودرجة الماجستير في الإدارة العامة والقانون الدولي من جامعة كولومبيا في عام 2009.

## حياتها وتعليمها
ولدت رحماني في كابول عام 1978،قبل عام من غزو القوات السوفيتية لأفغانستان. بعد مغادرة السوفيت في عام 1989، انزلقت البلاد في حرب أهلية. تم إغلاق مدرستها لعدة أشهر في كل مرة بسبب سقوط الصواريخ على المدينة. في عام 1993، هربت عائلتها إلى باكستان. تتذكر «ابتداءً من التسعينيات، كانت هناك مجاعة وجفاف، وخلال الحرب الأهلية 1992-1996، تم طردنا حرفياً من منازلنا. أتذكر عائلتنا تعانق بعضها البعض، معتقدة أن هذه ستكون آخر ليلة في حياتنا».
بمجرد وصولها إلى بيشاور، التحقت بمدرسة للاجئين ممولة من السعودية، حيث تذكرت لاحقًا أنها درست على السطح لمدة عام دراسي كامل بسبب الاكتظاظ.علقت رحماني على تجربتها قائلة: «بصفتي امرأة أفغانية، تعلمنا في وقت مبكر جدًا، مثل بقية أفراد جماعي، أنه يتعين عليك محاولة تحقيق أقصى استفادة مما لديك. لذلك كان عدم اليقين هو الذي سيطر على معظم حياتنا.» وتقول إن تجارب شبابها قادتها إلى شعار مدى الحياة«بذل قصارى جهدك بما لديك».
عادت رحماني إلى كابول في عام 1998، لكنها رفضت مغادرة المنزل بدلاً من ارتداء البرقع كما طلبت طالبان.في عام 1999، حصلت على منحة دراسية من خدمة الجامعة العالمية في كندا وذهبت إلى جامعة ماكجيل، حيث أكملت درجة البكالوريوس في هندسة البرمجيات. بعد تخرجها في عام 2004، عادت رحماني إلى أفغانستان وعملت في العديد من المنظمات غير الربحية، وقررت في النهاية تغيير تركيزها المهني والعودة إلى المدرسة. تقول: «أصبحت مهمة في حياتي أنه إذا كان بإمكاني فعل أي شيء، أي شيء، لمنع قنبلة من الانفجار وقتل الناس، أو حتى شخص ما، إذا كان بإمكاني القيام بذلك، فإن مهمتي في الحياة قد اكتملت».
في عام 2009، أكملت درجة الماجستير في الإدارة العامة والقانون الدولي من جامعة كولومبيا في نيويورك. كانت باحثة في برنامج فولبرايت.

## حياتها المهنية

### العمل غير الربحي
بعد تخرجها بدرجة البكالوريوس في عام 2004، عادت رحماني إلى أفغانستان وعملت في العديد من المنظمات الكندية غير الربحية التي تركز على حقوق الإنسان، وتمكين المرأة، والتعليم.عملت أيضًا بدوام جزئي كخبير في الموضوع مع مركز تدريب القوات المشتركة لحلف الناتو، ومستشارة في إدارة التعليم في نيويورك، والأمانة العامة للأمم المتحدة في نيويورك، وإدارة التجارة والشؤون الدولية الكندية، والمرأة الكندية. للنساء في أفغانستان، والنساء اللائي يعشن في ظل قوانين المسلمين، والمنظمات غير الحكومية الدولية الأخرى.
خلال هذا الوقت، عملت رحماني على وثيقة زواج تضمن حقوقًا عادلة للأسرة وساهمت في جمع البيانات على المستوى الوطني. حصلت على جائزة أفضل ناشطة في مجال حقوق الإنسان من اللجنة الأفغانية المستقلة لحقوق الإنسان في عام 2007 لعملها على هذه الوثيقة.

### العمل الحكومي
انضمت رحماني إلى الحكومة الأفغانية، أولاً في وزارة التربية والتعليم، ثم كمستشار أول لنائب وزير الخارجية في عام 2011.من عام 2012 إلى عام 2016، شغلت منصب مدير عام وزارة الخارجية للتعاون الإقليمي. في هذا الدور، بادرت إلى مبادرات تعاون إقليمية مهمة وعززتها، مثل قلب عملية آسيا - اسطنبول.

### سفيرة في إندونيسيا
من يونيو 2016 إلى ديسمبر 2018، عملت رحماني كأول سفيرة لأفغانستان في إندونيسيا، وسفيرة غير مقيمة في سنغافورة، وأول سفيرة على الإطلاق لرابطة دول جنوب شرق آسيا. كانت ثاني امرأة يعينها الرئيس أشرف غني كسفيرة، بعد أن تعهد بمنح المرأة المزيد من المناصب القيادية. وقالت إن بإمكان النساء المسلمات تقديم قصة عن «المسلم الديناميكي»، مما يثبت أن الدين ليس قوة ثابتة.

### سفيرة الولايات المتحدة
في 14 ديسمبر 2018، تم تعيين رحماني سفيراً للولايات المتحدة من قبل الرئيس غني، لتكون أول امرأة تتولى هذا المنصب. تولت المنصب في الوقت الذي أعلن فيه الرئيس ترامب عن نيته سحب القوات من بلدها. قالت، «لقد عوملت النساء كأقلية، لكنهن لسن أقلية. معا، النساء والشباب هم في الواقع أغلبية، وهم ليسوا مستعدين للتنازل عن حقوقهم. إنهم ليسوا مستعدين للتنازل عن حقوقهم الإنسانية. تعود إلى الأيام الخوالي».حلت محل حمد الله محب، الذي استقال قبل ثلاثة أشهر ليصبح مستشارًا للأمن القومي.
تشغل السفيرة رحماني أيضًا منصب سفيرة أفغانستان غير المقيمة في المكسيك والأرجنتين وكولومبيا وجمهورية الدومينيكان.

## حقوق المرأة
أمضت رحماني عدة سنوات في العمل في منظمات غير ربحية تركز على حقوق المرأة والتعليم. في هذا الوقت، ركز عملها بشكل خاص على إصلاح قانون الأسرة في السياق الإسلامي.عملت مع مساواة لإصلاح عقد الزواج في أفغانستان لضمان حقوق أسرية أكثر إنصافًا.رحماني ومساواة «قررا إعطاء الأولوية لعقد الزواج لأنه بدا أنه علاج عملي وعملي لتأمين حقوق المرأة داخل الأسرة. وقد تطلب تعديل قانون الأسرة إجراءات معقدة، في حين أن عقد الزواج يحتاج فقط إلى موافقة المحكمة العليا».
شاركت رحماني أيضًا في المؤتمر الإندونيسي الافتتاحي للعلماء أثناء عملها كسفيرة في إندونيسيا. وشجعت على تكوين المزيد من العلماء من النساء، قائلة: «حان الوقت للغضب من العنف المرتكب باسم ديننا الذي نمارسه كل يوم للبحث عن الملجأ والسلام».
بعد أن أصبحت سفيرة في الولايات المتحدة، واصلت الدفاع عن حقوق المرأة، وخاصة دور المرأة في عملية السلام. لقد قالت باستمرار إن اتفاق السلام الذي يتجاهل نصف السكان لن ينجح.وتجادل بأن الدور الأساسي للمرأة في عملية السلام يجعل حقوق المرأة ليست مجرد قضية أخلاقية، بل هي مسألة تتعلق بالأمن القومي.

### عملية السلام
في مايو 2019، انتقدت رحماني حكومة ترامب بعد أن دخل السفير زلماي خليل زاد في محادثات مباشرة مع طالبان، الذين رفضوا الدخول في محادثات مع الحكومة الأفغانية، قائلاً إنهم ليسوا حكومتنا، إنهم ليسوا ممثلين لنا، وأن إنهاء الحرب «يجب أن يقررها الأشخاص الأكثر تضررًا من هذه العملية».
أشارت مجلة تايم إلى الرحماني على أنه «مدافع شرس عن السلام بشروط أفغانية». لقد تحدثت مرارًا وتكرارًا عن ضرورة مشاركة طالبان مباشرة مع المجتمع والحكومة الأفغانية إذا أرادوا أن يصبحوا جزءًا منه. وبحسب رحماني، «إذا أرادت [طالبان] السلام، فعليهم الجلوس إلى جانب الحكومة».

## الجوائز والتكريمات
- في عام 2007، حصلت رحماني على جائزة أفضل ناشطة في مجال حقوق الإنسان من قبل اللجنة الأفغانية المستقلة لحقوق الإنسان عن عملها على وثيقة زواج تضمن حقوقًا عادلة للأسرة وساهمت في جمع البيانات على المستوى الوطني.[6]
- في عام 2017، أدى عملها في إندونيسيا إلى حصولها على لقب «سفيرة الشعب» من قبل شركة تاتلر إندونيسيا.[20]
- في عام 2019، تم إدراجها في «قائمة 100 التالي» لمجلة تايم لأنها كانت «مدافعة شرسة عن السلام بشروط أفغانية».[18]
- في عام 2019، تم تكريمها من قبل التحالف من أجل بناء السلام لجهودها في إنشاء عملية سلام شاملة.[1]

## الخلافات
في يوليو 2020، أصدرت باجوك نيوز تقريرًا يتهم رؤيا رحماني بالفساد في تشييد الجدران الاستنادية حول سفارة أفغانستان في واشنطن العاصمة.وأصدرت وزارة الخارجية الأفغانية رفضًا تامًا لادعاءاتهم، وتناولت اتهامات محددة وجهها باجهوك.
تُظهر وثائق الاتهام المسربة إلى تولو نيوزأن المدعي العام قد اتهم اثنين من المسؤولين السابقين والرحماني بالفساد في بناء جدار بطول 70 مترًا في سفارة أفغانستان في واشنطن العاصمة. ومع ذلك، أفادت تولو نيوزأن هناك «عددًا من التناقضات في نص ورقة الاتهام» وأن مكتب المدعي العام والمدعين العامين لم يكونوا مستعدين للرد على أسئلة حول التناقضات. تظهر الوثائق أنه تم استثمار حوالي مليوني دولار في بناء الجدار، ووفقًا لتقديرات المدعين العامين، كان هناك فساد وإهمال وانعدام الشفافية في المشروع.
تُظهر الوثائق أيضًا أنه طُلب من محكمة الاستئناف التابعة لمركز عدالة مكافحة الفساد محاكمة الرحماني بتهمة اختلاس 790 ألف دولار من المشروع. ومع ذلك، قال المركز الأمريكي للقضاء على التمييز العنصري إنه يرفض مزاعم مكتب المدعي العام بشأن بناء جدار السفارة الأفغانية في الولايات المتحدة، وأعاد أوراق الاتهام إلى مكتب المدعي العام، مشيرًا إلى أوجه قصور فنية وتحقيقية.

## الحياة الشخصية
رحماني متزوجة ولها ابنة واحدة ولدت عام 2014. مسلمة. تتحدث بطلاقة الداري والباشتو والإنجليزية، ولديها معرفة للأوردو والفرنسية.